# Картлийский хребет
Картли́йский хребе́т (Картали́нский хребе́т; груз. ქართლის ქედი) — горный хребет в Грузии, на южном склоне Большого Кавказа, расположенный между реками Пшавская Арагви и Иори.
Протяжённость хребта составляет свыше 100 км. Высоты достигают на севере 3000 м. Хребет сложен преимущественно песчаниками, мергелями, сланцами. Склоны покрыты буковыми и дубовыми лесами. На вершинах — горные луга.